# Compagnie du chemin de fer Saignelégier – Glovelier
La Compagnie du chemin de fer Saignelégier – Glovelier (RSG) est une entreprise ferroviaire créée en 1899 pour la concession de la ligne ferroviaire de Saignelégier  à Glovelier. En absorbant d'autres chemins de fer, elle disparaît en 1944 lors d'une fusion avec la Compagnie du chemin de fer Porrentruy – Bonfol, la Compagnie du chemin de fer Saignelégier – La Chaux-de-Fonds et le Chemin de fer Tavannes – Le Noirmont pour laisser place aux Chemins de fer du Jura.

## Histoire
Création le 12 octobre 1899 ; Inauguration de la ligne de chemin de fer Saignelégier – Glovelier le 21 mai 1904 ; Disparition le 1er janvier 1944.